# 博尤克阿拉戈爾湖
40°00′N 45°42′E / 40.000°N 45.700°E
博尤克阿拉戈爾湖，是阿塞拜疆的湖泊，位於該國西部，由克爾巴賈爾區負責管轄，處於卡拉巴赫高原地區，面積5.1平方公里，海拔高度2,729米。